# Aaronsohn
Aaronsohn ima več pomenov.

## Osebnosti
- Aaron Aaronsohn (1876—1919), judovski agronom, botanik, popotnik, podjetnik in sionistični politik, brat Alexandra.
- Alexander Aaronsohn (1888—1948), judovski pisatelj in aktivist, brat Aarona.
- Sarah Aaronsohn (1890—1917), judovska vohunka.